# Ionuț Mișa
Ionuț Mișa (ur. 7 stycznia 1975 w Konstancy) – rumuński urzędnik państwowy i ekonomista, w latach 2017–2018 minister finansów publicznych.

## Życiorys
W 1997 ukończył studia na wydziale ekonomii Universitatea „Ovidius” din Constanța, uzyskał tam magisterium z zarządzania instytucjami publicznymi. Podjął pracę w generalnej dyrekcji ds. podatków w Konstancy, gdzie doszedł do stanowiska dyrektora jednego z działów. Od 2005 do 2009 kierował administracją fiskalną w Eforie, a od 2009 do 2013 – w Konstancy. W latach 2013–2017 zatrudniony w Agenția Națională de Administrare Fiscală (państwowej agencji administracji podatkowej) jako dyrektor generalny ds. dużych podatników.
Od stycznia 2017 zajmował stanowisko sekretarza stanu w ministerstwie finansów. 29 czerwca 2017 z rekomendacji Partii Socjaldemokratycznej objął kierownictwo tego resortu w rządzie Mihaia Tudosego. Zakończył pełnienie funkcji wraz z całym gabinetem w styczniu 2018. Od marca 2018 do stycznia 2019 kierował Agenția Națională de Administrare Fiscală, następnie powrócił na poprzednio zajmowane stanowisko dyrektora generalnego.
Zajmował się także grą w szachy.